# Championnat de Suisse de football 1992-1993
Le championnat de Suisse de football de Ligue nationale A 1992-1993 a vu la consécration du FC Aarau.

## Format
Le championnat se compose de deux tours. Le tour préliminaire se déroule en automne avec 12 équipes. Le tour final a lieu au printemps avec les huit meilleures équipes du tour préliminaire. Celles-ci conservent la moitié de leurs points acquis au tour préliminaire. Les quatre derniers du tour préliminaire sont répartis en deux groupes avec les six premiers de chaque groupe de Ligue nationale B et jouent un tour de promotion/relégation à l'issue duquel quatre équipes, soit les deux premiers de chaque groupe, sont promues en Ligue nationale A, les autres restant en Ligue nationale B.

## Classements

### Tour préliminaire
| Place | Club               | Pts | J  | V  | N  | D  | Buts + | Buts - | Diff. |
| 1er   | BSC Young Boys     | 28  | 22 | 11 | 6  | 5  | 44     | 30     | +14   |
| 2e    | Servette FC        | 27  | 22 | 10 | 7  | 5  | 32     | 18     | +14   |
| 3e    | FC Sion            | 26  | 22 | 8  | 10 | 4  | 28     | 21     | +7    |
| 4e    | Lausanne-Sports    | 24  | 22 | 7  | 10 | 5  | 28     | 21     | +7    |
| 5e    | FC Aarau           | 24  | 22 | 9  | 6  | 7  | 30     | 34     | -4    |
| 6e    | FC Zurich          | 23  | 22 | 8  | 7  | 7  | 21     | 22     | -1    |
| 7e    | Neuchâtel Xamax    | 22  | 22 | 6  | 10 | 6  | 30     | 26     | +4    |
| 8e    | FC Lugano          | 22  | 22 | 7  | 8  | 7  | 29     | 28     | +1    |
| 9e    | Grasshopper Zürich | 21  | 22 | 5  | 11 | 6  | 27     | 27     | 0     |
| 10e   | FC Saint-Gall      | 18  | 22 | 4  | 10 | 8  | 21     | 28     | -7    |
| 11e   | FC Chiasso         | 16  | 22 | 5  | 6  | 11 | 15     | 26     | -11   |
| 12e   | FC Bulle           | 13  | 22 | 4  | 5  | 13 | 18     | 42     | -24   |

### Tour final
| Place | Club            | Pts | J  | V | N | D | Buts + | Buts - | Diff. | Bonus 1 |
| 1er   | FC Aarau        | 34  | 14 | 9 | 4 | 1 | 21     | 7      | +14   | 12      |
| 2e    | BSC Young Boys  | 28  | 14 | 5 | 4 | 5 | 15     | 15     | 0     | 14      |
| 3e    | Servette FC     | 27  | 14 | 5 | 3 | 6 | 16     | 19     | -3    | 14      |
| 4e    | FC Lugano       | 27  | 14 | 7 | 2 | 5 | 21     | 14     | +7    | 11      |
| 5e    | FC Zurich       | 26  | 14 | 5 | 4 | 5 | 13     | 14     | -1    | 12      |
| 6e    | FC Sion         | 24  | 14 | 4 | 3 | 7 | 17     | 22     | -5    | 13      |
| 7e    | Neuchâtel Xamax | 24  | 14 | 4 | 5 | 5 | 16     | 16     | 0     | 11      |
| 8e    | Lausanne-Sports | 21  | 14 | 3 | 3 | 8 | 11     | 23     | -12   | 12      |

1 moitié des points du tour préliminaire.

### Qualifications européennes
- FC Aarau : tour préliminaire de la Ligue des champions
- BSC Young Boys : premier tour de la Coupe UEFA
- Servette FC : premier tour de la Coupe UEFA
- FC Lugano : premier tour de la Coupe d'Europe des vainqueurs de coupes, en tant que vainqueur de la Coupe de Suisse

### Tour de promotion/relégation
- Voir championnat de Suisse D2 1992-1993

### Relégations et Promotions
- Le Grasshopper Zürich se maintient en Ligue nationale A.
- Le FC Saint-Gall, le FC Chiasso et le FC Bulle sont relégués en Ligue nationale B.
- Le SC Kriens, le FC Lucerne et l'Yverdon-Sport FC sont promus en Ligue nationale A.

## Meilleurs buteurs

### Classement des buteurs
Le tableau ci-dessous reprend les 3 meilleurs buteurs du championnat.
| #  | Pays | Joueur             | Club           | Buts | Matches joués |
| -- | ---- | ------------------ | -------------- | ---- | ------------- |
| 1. |      | Sonny Anderson     | Servette FC    | 20   |               |
| 2  |      | Petar Aleksandrov  | FC Aarau       | 19   |               |
| 3  |      | Jahn Ivar Jakobsen | BSC Young Boys | 16   |               |

## Résultats complets
- Résultats sur RSSSF